# Amanci Amorós Sirvent
Amanci Amorós Sirvent (Agullent, 1854 - Sant Cugat del Vallès, 9 de febrer del 1925) va ser un compositor i pedagog valencià.

## Biografia
Amancio Amorós va néixer a Agullent el 16 de setembre de 1854. Era el tercer fill del matrimoni, que tenia dos fills més grans, Paulina i Timoteo. Va rebre la seva primera formació musical del seu pare, que era mercader, però també gran aficionat a la música. El 1862 els pares d’Amorós es van instal·lar a la localitat de Bétera, pròxima a València capital, on va néixer Eugeni, germà menor d’Amancio que, com ell, també va ser compositor i professor de música.
Posteriorment, la família es va traslladar de nou, a Cocentaina (Comtat), on l’oncle d’Amancio, José Amorós Espí, que era cura, va buscar el primer professor de piano i orgue del jove. El 1871 es van traslladar a València on Amorós va contar amb la tutela musical de Justo Fuster, conegut professor de la ciutat. Així doncs, a la capital, va estudiar piano amb Robert Segura i harmonia amb Antoni Marco i Justo Fuster. Al 1876 ja va finalitzar els estudis de piano, convertint-se en un pianista de gran renom a València.
En el curs 1879-80 Amancio Amorós va ser admès al Conservatori de València com alumne de composició, tot i que només en va cursar 2 anys. Es creu que el motiu va ser el fet de començar els compromisos professionals.
Entre 1881 i 1884 va ser professor auxiliar de piano al Conservatori valencià, mentre ho combinava amb la interpretació on era ja habitual a les reunions literario-musicals organitzades periòdicament per la societat Lo Rat Penat des de 1882, entre d'altres.
Probablement en la dècada dels 80 o 90 del s.XIX Amorós va compondre les seves primeres obres, on revela el seu coneixement de la tècnica pianística.
En els anys 1893-1895 va ser president de la Secció de Música de Lo Rat Penat (el va substituir Salvador Giner). L'any 1897 intervengué com a fundador i primer secretari de l'"Asociación de Profesores Músicos bajo la advocación de Santa Cecilia", i dotze anys més tard, al 1909, n'esdevingué president, substituint-hi precisament l'esmentat Giner.
Va ser catedràtic del Conservatori de València des del 1902 (solfeig i harmonia) i el dirigí entre els anys 1919 i 1924. Entre els seus alumnes tingué José María Parejas i Machí (Benimodo, 1907-1970, director d'orquestra i de banda,Benet Traver García (1866-1933), i el mestre Izquierdo Romeu. Va ser membre numerari de la Reial Acadèmia de Belles Arts de San Fernando de Madrid.
En el vessant bibliogràfic publicà diverses obres d'introducció a l'estudi de la música, com Elementos de solfeo, Teoría general del solfeo en forma de diálogo i Curso elemental de piano, a banda de ser fundador i director de la breu revista Biblioteca Musical Valenciana (1894-1895). En la seva faceta de compositor va ser autor de sis misses, tres sarsueles, una simfonia de temes populars valencians, diverses peces didàctiques i múltiples obres de música eclesiàstica.
El fons de partitures manuscrites d'Amanci Amorós es conserva a la Biblioteca de Catalunya des de 1928. En l'actualitat, l'"Escola de Música Amancio Amorós Sirvent" de l'Agrupació Musical d'Agullent recorda el nom del músic.
El seu germà Eugeni va ser també compositor i el seu fill Josep Vicenç va ser músic i, especialment, numismàtic.
Amanci Amorós va morir el 5 de febrer de 1925, als setanta anys d'edat, a causa d'una neoplàsia intestinal, al domicili familiar del seu fill Josep Vicente, a Sant Cugat del Vallès. Va ser enterrat en l'antic cementiri d'aquesta localitat, situat al monestir de Sant Cugat.

## Obra[1][12]

### Música profana
- Andante marcial, per a quintet de corda i piano
- Anyoranza, ob. 24, per a veu i piano
- Lo cant del mariner=el canto del marinero (1894), petita barcarola per a veu i piano, poesia valenciana i versió espanyola d'Antoni Roig i Civera. [Valencia]: [Manuel Martí?], [1894?].
- Col·lecció de huit peses sobre motius populars valensians, ob. 37 (1883), per a veu, piano i harmònium
- Corina, ob. 35 (1883), simfonia per a orquestra
- Los dos esclavos, ob. 50 (1886), sarsuela en tres actes amb llibret d'Antoni Roig. Valencia: Imp. Emilio Parcual, [19--?].
- Escenas poéticas, no. 2. Idilio. [S.l.]: [s.n.], [19--?]
- Mazurka en Re bemol mayor (1890), per a piano
- Mazurka en Re b mayor, per a piano-forte. Barcelona: Vda. Trilla y Torres, [1890].
- Mazurka en Re menor, per a piano. Barcelona: Vda. Trilla y Torres, [1891].
- Mazurka en Sol mayor, per a piano-forte. Barcelona: Vda. Trilla y Torres, [1890].
- Navegación submarina (1888), sarsuela en tres actes amb lletra d'Antoni Roig
- Recuerdo de amor, cançó per a veu i piano
- Los lírios, elegia de la col·lecció de Ventura Ruíz Aguilera
- Recuerdo de amor, ob. 103, cançó per a veu i piano amb lletra de Marcos Antonio Verzenni. [Barcelona]: [s.n.], [ca. 1896]
- Serenata (1896), dedicada a l'orfeó de Vilanova del Grau, amb lletra de Josep Bodria i Roig
- Sinfonía para gran orquesta, compuesta sobre aires populares de Valencia y su reino, Ob. 69 (1890).
- El Tio Sappo, parodia de la ópera Saffo de Pacini, Ob. 54, sarsuela
- [sense títol] Tres danses valencianes per a piano (conté Danza dels chagants, Danza dels nanos, Danza valenciana de la vall d'Albaida).
- Trio, ob. 20 (1887), per a violí, harmònium i piano
- Trists recorts, nocturno (1882), per a piano i harmònium
- Violetas y mariposas, capricho ob 1ª (1883), per a piano. Valencia: Salvador Prosper,[19--?].

### Música sacra
- Ave Maria, pera tenor, cor, violó i contrabaix
- Beatus vir, ob. 111 (1897), a 3 i 7 veus, amb acompanyament d'orgue, violó i contrabaix
- Cantemus dominum, ob. 121, motet per a veu sola i a cor
- Credidi de 4º tono, per a cor i orgue, o a cor sol de tenor i baríton
- Domine, dilexi decorem domus tua (1907), per a veu solista i orquestra
- Domine, exaudi orationem meam, per a cor popular i orquestra
- El drama del Calvario, ob. 22, per a solista i cor d'homes i nens, amb acompanyament d'orgue, harmònium i quintet de corda
- Final de "las Siete Palabras" (1897), per a tres veus, harmònium i piano
- Gloria a España, Marcha triunfal religiosa, ob. 27, per a harmònium, piano i quintet de corda
- Gozos a San José de Calasanz (1904), per e tres veus d'home i orgue
- Himno a Santa Cecilia, ob. 68, per a cor, arpa i quartet de corda, o per a cor, harmònium i piano
- Himno popular religioso, per a banda i cor popular, amb lletra de Martínez de la Rosa
- Memoriam fecit, motete a solo de tenor, per a veu solista i orquestra, versió per a veu amb acompanyament d'orgue, violó i contrabaix
- Misa a duo para voces de niños.
- Misa ceciliana (1914), per a tres veus iguals i cor popular
- Misa en re menor, ob. 28 (1882), per a orquestra i tres veus d'home, o per a tres veus, cor i orquestra
- O Sacrum convivium, ob. 43, per solista cor i orquestra, o per a solista i cor amb acompanyament d'orgue
- O salutaris Hostia, per a cor i sol, amb acompanyament d'orgue, o per a tercet amb acompanyament d'orgue
- Pequeño himno popular religioso de la peregrinación al Eremitorio de S. Vicente Ferrer en Agullent, ob. 88 (1893), per a banda i cor, amb lletra de Josep Peris Pasenal
- Quam dilecta, ob. 110 (1899), per a tres veus i solista, amb acompanyament d'orgue, violó i contrabaix
- Romanza a la Santísima Virgen
- Salve a dos y coro, per a orquestra i cor
- Salve a 4 voces, tenor y barítono obligado, ob. 60 (1897)
- Tota pulchra, per a orquestra i cor
- Trisagio a la Santísima Trinidad, pera cor, orgue, violó i contrabaix

### Enregistraments sonors
- Disc compacte - Miquel Álvarez-Argudo interpreta El piano (fin de siècle) (València: Institut Valencià de la Música, ? Ref. PMV 007). Comprèn les obres d'Amorós Mazurka en Sol mayor, Mazurka en Re bemol mayor i Mazurka en re menor.

### Publicacions
- Curso elemental de piano
- Curso de solfeo : lecciones manuscritas graduadas. Valencia: Sociedad Anónima Dotésio, [19--?]
- Elementos de solfeo. Valencia: Amancio Amorós, 1891 (3a. ed., 1901; 4a. ed. 1920?; 10a. ed., s.a.)
- Lecciones manuscritas graduadas : 2 curso de solfeo. Valencia: Sociedad Anónima Dotésio, [19--?]
- Método elemental de solfeo (1892)
- Nociones teóricas de solfeo. Valencia: Miguel Gimeno, 1908-1911
- Nociones teóricas de solfeo. Primer curso. Valencia: Tip. Moderna, 1908 (2a. ed., 1911; 5a. ed., 1917; nova ed., Sevilla: Tip. Zarzuela, 1927)
- Nociones teóricas de solfeo. Segundo curso. Valencia: Tip. Moderna, 1908
- Nociones teóricas de solfeo. Tercer curso. Valencia: Tip. Moderna, 1924, nova edició
- Segundo curso de solfeo, lecciones manuscritas graduadas. Valencia: Casa Dotesio, 1910
- Teoría general del solfeo. Valencia: Imp. de Manuel Alufre, 1896
- Teoría general del solfeo razonada en forma de diálogo ilustrada con profusión de ejemplos y con un programa teórico de esta asignatura. [Valencia: Manuel Alufre, 1896?]
- Tercer curso de solfeo, lecciones manuscritas graduadas. Valencia: Casa Dotesio, 1914 (Nova ed. Madrid: Unión Musical Española, s.a.)
- Tractat de composició (inèdit)